# Brienomyrus adustus
Brienomyrus adustus är en fiskart som först beskrevs av Fowler, 1936.  Brienomyrus adustus ingår i släktet Brienomyrus och familjen Mormyridae. Inga underarter finns listade.